# Långsele socken
Långsele socken i Ångermanland ingår sedan 1971 i Sollefteå kommun och motsvarar från 2016 Långsele distrikt.
Socknens areal är 160,70 kvadratkilometer, varav 155,10 land. År 2000 fanns här 2 719 invånare. Tätorten Österforse samt tätorten och kyrkbyn Långsele med sockenkyrkan Långsele kyrka ligger i socknen. 

## Administrativ historik
Långsele socken har medeltida ursprung. 1673 utbröts Graninge socken. 
Vid kommunreformen 1862 övergick socknens ansvar för de kyrkliga frågorna till Långsele församling och för de borgerliga frågorna bildades Långsele landskommun. Landskommunen utökades 1952 och uppgick 1971 i Sollefteå kommun.
1 januari 2016 inrättades distriktet Långsele, med samma omfattning som församlingen hade 1999/2000.  
Socknen har tillhört fögderier, tingslag och domsagor enligt vad som beskrivs i artikeln Ångermanland.  De indelta båtsmännen tillhörde Andra Norrlands förstadels båtsmanskompani.

## Geografi
Långsele socken ligger vid Faxälven väster om Sollefteå. Socknen har odlingsbygd vid älven och är i övrigt en starkt kuperad skogsbygd som i Gamboberget når 332 meter över havet.
Riksväg 87 samt länsväg 331 går genom socknen. Norra stambanan mellan Ånge och Vännäs passerar socknen, vars centralort, Långsele är järnvägsknut där Norra stambanan och Ådalsbanan möts.

### Geografisk avgränsning
Huvudbygden i Faxälvens breda dal vidgas kring Nordsjösjön och Nässjön. Vid älven ligger gamla Forsse träsliperi samt Forsse kraftstation.
I söder gränsar socknen mot Graninge socken. I sydspetsen ligger Tjuvsjön och Bjuringsmyran. Här ligger höjderna Tjuvsjöklippen samt i sydväst Snödskallberget och ungefär mitt mellan dessa kommer riksväg 87 in söderifrån. Här ligger även byn Bäckaskog. Någon kilometer norr om Bäckaskog ligger en vägkorsning där länsväg 331 går norrut mot Ramsele. Vägkorsningen ligger vid en skarp böj på Faxälven, strax uppströms Forse bruk samt Österforse.
I väster gränsar socknen mot Helgums socken. Orten Helgum ligger endast några hundra meter från Långsele sockens gräns vid Faxälven. På Långselesidan av gränsen ligger Södra Åbacken samt Norra Åbacken på varsin sida om Faxälven. Från Helgum kommer även Norra stambanan in i socknen. Järnvägen går via Österforse fram till järnvägsknuten i Långsele tätort. Gränsen Långsele-Helgum går norrut över Västeråsen till en punkt vid sjön Långsjöns sydspets. Där viker gränsen mot öster och strax söder om Ol-Månsberget ligger socknens nordligaste punkt, "fyrsockenmötet" Långsele-Helgum-Resele-Ed. I detta område ligger Näcksjöberget, Laduberget, Torråsberget m.fl. höjder. Här finns även fäbodar som Nylandsbodarna, Näsbodarna, Nordsjöbodarna, Gammbodbäckbodarna m.fl.
Från "fyrsockenmötet" och mot sydost gränsar Långsele socken på en sträcka av drygt 10 km mot Eds socken. Mitt i Faxälven, cirka 1 km uppströms dess utlopp i Ångermanälven och strax söder om Österåsens hälsohem, ligger "tresockenmötet" Långsele-Ed-Sollefteå. Från denna punkt i Faxälven, där Norra stambanan lämnar socknen norrut, går sockengränsen mot sydväst och gränsar mot Sollefteå församling på en sträcka av cirka 14 km. Ungefär mitt på sträckan kommer riksväg 87 in från Sollefteå.
Långsele tätort ligger vid Faxälven ungefär mitt i socknen. På norra sidan om älven ligger Långsele kyrka i byn Hamre. På samma sida nedströms älven på vägen mot Österåsen ligger byarna Västerflo och Österflo. Uppströms älven från Långsele ligger på norra sidan byarna Nordsjö, Näsbrännan, Nyland samt Näs. Dessa byar ligger kring den utvidgning av Faxälven som sker i Nässjön respektive Nordsjösjön.

## Fornlämningar
Man har funnit fornlämningar i form av rester av ett par högar. Dessa är troligen från vikingatiden. Vidare finns cirka 25 fångstgropar.

## Namnet
Namnet (1344 Langasild) kommer från kyrkbyn. Efterleden innehåller sel, 'lugnvatten i å eller älv' syftande på ett längre lugnområde mellan Forsse och Hjälta forsar.

## Befolkningsutveckling
| Befolkningsutvecklingen i Långsele socken 1750–1990                                                      | Befolkningsutvecklingen i Långsele socken 1750–1990 | Befolkningsutvecklingen i Långsele socken 1750–1990 | Befolkningsutvecklingen i Långsele socken 1750–1990 | Befolkningsutvecklingen i Långsele socken 1750–1990 |
| --- | --------------------------------------------------- | --------------------------------------------------- | --------------------------------------------------- | --------------------------------------------------- |
| |                                                     |                                                     |                                                     |                                                     |
| År |                                                     |                                                     | Folkmängd                                           |                                                     |
| 1750 | 1750                                                |                                                     | 312                                                 |                                                     |
| 1760 | 1760                                                |                                                     | 335                                                 |                                                     |
| 1769 | 1769                                                |                                                     | 367                                                 |                                                     |
| 1790 | 1790                                                |                                                     | 383                                                 |                                                     |
| 1800 | 1800                                                |                                                     | 463                                                 |                                                     |
| 1810 | 1810                                                |                                                     | 518                                                 |                                                     |
| 1820 | 1820                                                |                                                     | 649                                                 |                                                     |
| 1830 | 1830                                                |                                                     | 821                                                 |                                                     |
| 1840 | 1840                                                |                                                     | 1 043                                               |                                                     |
| 1850 | 1850                                                |                                                     | 1 345                                               |                                                     |
| 1860 | 1860                                                |                                                     | 1 592                                               |                                                     |
| 1870 | 1870                                                |                                                     | 1 742                                               |                                                     |
| 1880 | 1880                                                |                                                     | 2 097                                               |                                                     |
| 1890 | 1890                                                |                                                     | 2 725                                               |                                                     |
| 1900 | 1900                                                |                                                     | 2 659                                               |                                                     |
| 1910 | 1910                                                |                                                     | 3 004                                               |                                                     |
| 1920 | 1920                                                |                                                     | 3 238                                               |                                                     |
| 1930 | 1930                                                |                                                     | 3 306                                               |                                                     |
| 1940 | 1940                                                |                                                     | 3 037                                               |                                                     |
| 1950 | 1950                                                |                                                     | 4 027                                               |                                                     |
| 1960 | 1960                                                |                                                     | 3 941                                               |                                                     |
| 1970 | 1970                                                |                                                     | 3 420                                               |                                                     |
| 1980 | 1980                                                |                                                     | 3 175                                               |                                                     |
| 1990 | 1990                                                |                                                     | 3 087                                               |                                                     |
| Anm: Källor: Umeå universitet - Tabellverket 1749-1859, Demografiska databasen, CEDAR, Umeå universitet. |                                                     |                                                     |                                                     |                                                     |